# مارک لاکیه
مارک لاکیه (انگلیسی: Mark Lackie؛ زادهٔ ۲۳ مارس ۱۹۶۷) اسکیت‌باز سرعت، و اسکیت‌باز سرعت، اهل کانادا است.